# Kováts Mátyás (egri kanonok)
Kováts Mátyás (Polgár, Szabolcs megye, 1790. február 24. – Eger, 1861. május 4.) bölcseleti és teológiai doktor, egyetemi tanár, egri kanonok, egervári prépost és kurci apát.

## Élete
Középiskoláit 1801-2-ben Miskolcon, 1803-ban Lőcsén, a humaniórákat 1804-ben szintén Lőcsén, 1805-ben Egerben végezte, majd az egri növendékpapok közé lépett. A bölcseletet 1806-7-ben és teológiát 1808-1811-ben Egerben hallgatta (időközben 1810. november 4-én a pesti egyetemen bölcseleti doktorrá avatták), majd az egri papnevelőben a kispapok felügyelője volt. 1812. november 11-én miséspappá szenteltetett fel és Budára került báró Fischer István egri érsek mellé, aki akkor ott prímási helyettes volt. 1813. május 2-án teológiai doktor lett. Ezután a pesti központi papnevelőben mint tanulmányi felügyelő, működött; ahonnét érseke ismét visszahelyezte Egerbe, az egyetemes- és magyar történelmi tanszékre, 1820. november 8-án pedig a pesti egyetemen a dogmatika tanára lett (1823-ban és 1826-ban dékáni hivatalt is viselt); ez állását 1832-ben egri kanonokká történt kineveztetése után hagyta el. 1837. március 25-én a Kisfaludy Társaság alapítója lett.
Cikkei az Eyházi Folyóirásban (1832. I. Erkölcsi méltóságunk eszközéről és ezen eszköz megmaradhatásának szükséges feltételéről), a Magyar egyházi beszédek Gyűjteményében (Pest, 1833. IV. Szent Péter és Pál napjára, Mondotta Ó-Budán 1820-ban).

## Munkái
- Carmen exc. ac rev. d. Stephano l. b. Fischer archiepiscopo Agriensi, oblatum. Agriae, 1808.
- Biographia Joannis Hunyady, quondam regni Hungariae gubernatori, voivodae Transsilvaniae... ex probatis auctoribus in hocce compendium redacta. Uo. 1818.
- Barátságos Értekezés A Vallási Egyesűlés Ideájának Szerzőjével. Pest, 1823. Online
- Észrevételek ily czímű prédikácziók iránt: Az evangeliumi tolerantia két prédikáczióban előadva. Uo. 1824.
- A keresztény katholika anyaszentegyháza hit- és erkölcsbeli szabásainak foglalatja, melyet nt. Strauch Benedek német nyelven kiadott munkája után szabad fordítás képében közrebocsátott. Uo. 1825.
- A hitetlenségről bizonyos ifjuhoz intézett levél. Kevéssel ezelőtt francziából deákra, most pedig deákból magyarra fordítva. Uo. 1829.
- Nexus fundamentorum religionis christianae, regiae scientiarum universitati Pestiensi, dum quinquagesimum a sui instauratione annum pie ac solenniter ageret. e singulari et devinctissimo erga illam studio reverenter oblatus. Badae, 1830.
- Theses ex universa theologia...in lyceo archiepiscopali Agriensi a 1835. Agriae. 1835.
- Sermo funebris, quo dno Josepho Belánszky, dum viveret episcopo Neosoliensi, die 3. Januarii 1843. pie in domino denato, die 26. Aprilis anni ejusdem, in ecclesia cathedrali Neosoliensi parentabat. Neosilii, 1843.
- Egyházi beszéd, mely azon alkalommal, midőn n. t. Verestóy Imre... félszázados papságának másod zsenge áldozatát 1884. nov. 5. ünnepélyes hálaadásul az Urnak bemutatná... elmondatott. Eger. 1845.
- A vegyes házasságról. Uo. ...

Alapította az Egyházi Folyóirás c. szaklapot 1832-ben Pesten, melyet egy évig szerkesztette. (1830. jan. 7. Pesten kiadt programmját: Scopus et planum operis periodicum: Egyházi értekezések és tudósítások; ezzel a hittudományokat akarta az őket megillető szinvonalra emelni).
Levele Walter Lászlóhoz. Eger, 1842. jún. 21. (a Magyar Nemzeti Múzeum kéziratiosztályában).